# Rudník (Trenčín)
Rudník é um município da Eslováquia, situado no distrito de Myjava, na região de Trenčín. Tem 9,38 km² de área e sua população em 2018 foi estimada em 812 habitantes.

## Demografia
| Ano:        | 1994 | 2004    | 2014   | 2024   |
| ----------- | ---- | ------- | ------ | ------ |
| Broj ljudi: | 872  | 728     | 798    | 838    |
| Razlika:    |      | -16,51% | +9,61% | +5,01% |

| Ano:               | 2023 | 2024   |
| ------------------ | ---- | ------ |
| Número de pessoas: | 845  | 838    |
| Diferença:         |      | -0,82% |